# Ктенанта
Ктенанта (Ctenanthe) — рід квіткових рослин родини Марантові (Marantaceae), описаний як рід у 1884 р. Вічнозелені багаторічні рослини, їх ареалом є Центральна та Південна Америка (насамперед Бразилія). Вирощують заради привабливого, часто строкатого листя. Вони тендітні, вимагають мінімальної температури 18 °C.
До роду відносять рослини зі спіральним розташуванням листків або з листками, що ростуть пучками. Квітки зібрані в колосоподібні суцвіття.
У деяких видів роду до складу рослин входять хлорогенна кислота та рутин.
Домашні ктенанти є тіньовитривалими. Пошкоджують рослини в домашніх умовах павутинні кліщі та щитівки.

## Види
- Ctenanthe amabilis — Бразилія
- Ctenanthe amphiandina — Еквадор, Перу, північний захід Бразилії, Колумбія, Болівія
- Ctenanthe burle-marxii — Еспіриту-Санту
- Ctenanthe casupoides — схід та південь Бразилії, Аргентина (Місьйонес)
- Ctenanthe compressa — Венесуела, Бразилія
- Ctenanthe dasycarpa — Коста-Рика, Панама, Колумбія
- Ctenanthe ericae — південний схід Колумбії, Еквадор, Акрі, Рондонія
- Ctenanthe glabra — Бразилія
- Ctenanthe kummerana — Ріо-де-Жанейро
- Ctenanthe lanceolata — південний схід та південь Бразилії
- Ctenanthe lubbersiana — Мінас-Жерайс, Санта-Катаріна
- Ctenanthe marantifolia — південний схід Бразилії
- Ctenanthe muelleri — південний схід та південь Бразилії
- Ctenanthe oppenheimiana — Баія
- Ctenanthe setosa — схід та південь Бразилії